# The Times of Israel

Logo van The Times of Israel.

The Times of Israel is een Israëlische meertalige online krant die in 2012 werd gelanceerd. De krant werd mede opgericht door de Israëlische journalist David Horovitz, en de Amerikaanse miljardair-investeerder Seth Klarman. De krant is gevestigd in Jeruzalem en "documenteert ontwikkelingen in Israël, het Midden-Oosten en de Joodse wereld". Naast de oorspronkelijke Engelstalige site publiceert The Times of Israel in het Hebreeuws (via de eigen editie, Zman Yisrael), Arabisch, Frans en Perzisch. Naast het publiceren van nieuwsberichten en analyses, biedt de website een blogplatform met meerdere auteurs.